# DREAMS COME TRUE 中村正人の ENERGY for ALL
『ENEOS presents DREAMS COME TRUE 中村正人の ENERGY for ALL』（エネオス プレゼンツ ドリームズ・カム・トゥルー なかむらまさとのエナジー・フォー・オール）は、2018年4月1日から2020年9月27日までTOKYO FM・JFN系列などで放送されていた音楽番組。ENEOSの一社提供。

## 概要
DREAMS COME TRUEの中村正人と東京2020オリンピック・パラリンピックのゴールドパートナーであるENEOSがタッグを組んで、音楽で日本全国にエナジーを届けるミュージックプログラムで、ENEOSのCMソングも手掛けていることから番組パーソナリティとして起用された。
中村は『（電気事業連合会 presents エレクトリカルサタデーナイト）中村正人の夜は庭イヂリ』以来7年ぶりにTOKYO FM系列の番組に復帰しており、日曜の番組では『中村正人のKDD Sunday Network』から19年ぶりとなる。
また、本番組はJFN系列局全局に加え、JFN系列局のない地域のAM局である山梨放送（YBSラジオ）と和歌山放送（wbs）への系列外ネットを行っていた。なお、TOKYO FMでは1990年代後半まで、一部地域においてJFN系列局が開局していなかった事情から『福山雅治のSUZUKI Talking F.M.』を系列外のAM局（KBS京都・KBS滋賀、山陽放送）へネットしていた事があった。
2020年8月30日放送のエンディングにおいて番組終了が発表され、同年9月27日に終了した。

## パーソナリティ
- 中村正人（DREAMS COME TRUE）
  - 初回と第2回には、ゲストとして同じくDREAMS COME TRUEの吉田美和が出演している[3]。
- マリア・テレサ・ガウ（アシスタント、2019年6月2日 - ）

## ネット局
2020年9月以降、全てのネット局が「radiko」（プレミアムを含む）で聴取可能。
| 放送局名                  | 放送時間      | 備考 |
| ------------------------- | ------------- | --- |
| エフエム東京（TOKYO FM）  | 13:00 - 13:55 | 制作局 |
| JFN系列局（FM GUNMA除く） | 13:00 - 13:55 | |
| 山梨放送（YBS）           | 18:00 - 18:55 | JRN・NRN系AMラジオ局 当該時間帯は裏番組である『爆笑問題の日曜サンデー』（TBSラジオ制作）を放送している。 |
| 和歌山放送（wbs）         | 20:00 - 20:55 | JRN・NRN系AMラジオ局 当該時間帯は裏番組である『爆笑問題の日曜サンデー』（TBSラジオ制作）を放送している。 |
| エフエム群馬（FM GUNMA）  | 22:00 - 22:55 | 当局はJFN局ではあるが、長らく13時台をローカル枠として設定しており、 適宜特別番組へ差し替えることが多いこともあって、 当該時間帯の番組は放送時間を変更するかネット見合わせを行っていた。 当該時間帯はJFNCの『Joint&Jam 〜global dance traxx〜』を放送している。 |